# 李谦 (元朝)
李谦 （1232年—1310年），字受益，郓州（今山东省东阿县）人，元代名宦。时与阎复、徐琰、孟祺，称“东平四杰”就学于东平府学。后为东平府学教授。史称其“文章醇厚有古风，不尚浮巧，学者宗之”。曾奉成宗任翰林学士，翰林承旨等职。著有《野斋集》、《授时历议》3卷、《古今历参校》等。

## 延伸阅读
[在维基数据编辑]
 《元史·卷160》，出自宋濂《元史》